# План «Альпенвайльхен»
План «Альпенвайльхен» (нім. Alpenveilchen — Альпійська фіалка) — план вторгнення німецьких військ в Албанію в 1941 році (скасований).